# San Sebastiano Curone
San Sebastiano Curone (piemontesisch San Bastian da Cròu) ist eine italienische Gemeinde in der Provinz Alessandria, Region Piemont.

## Lage und Einwohner
San Sebastiano liegt rund 50 km südöstlich von der Provinzhauptstadt Alessandria auf einer Höhe von 342 m s.l.m. am Curone, einem Zufluss des Po. Das Gemeindegebiet umfasst eine Fläche von 3,95 km² und hat 550 (Stand 31. Dezember 2023) Einwohnern
Nachbargemeinden sind Brignano-Frascata, Dernice, Gremiasco und Montacuto.

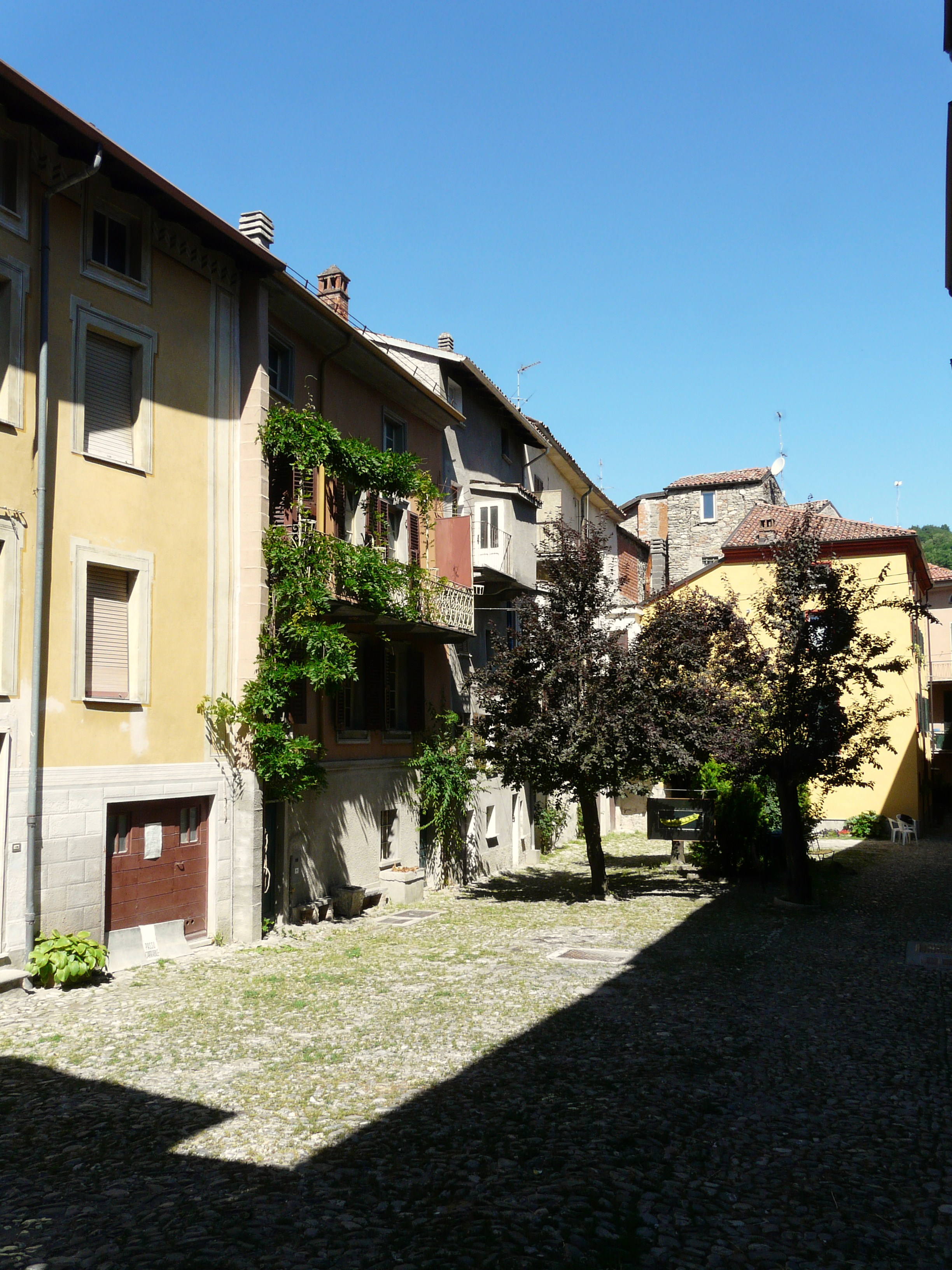
Zentrum

## Geschichte

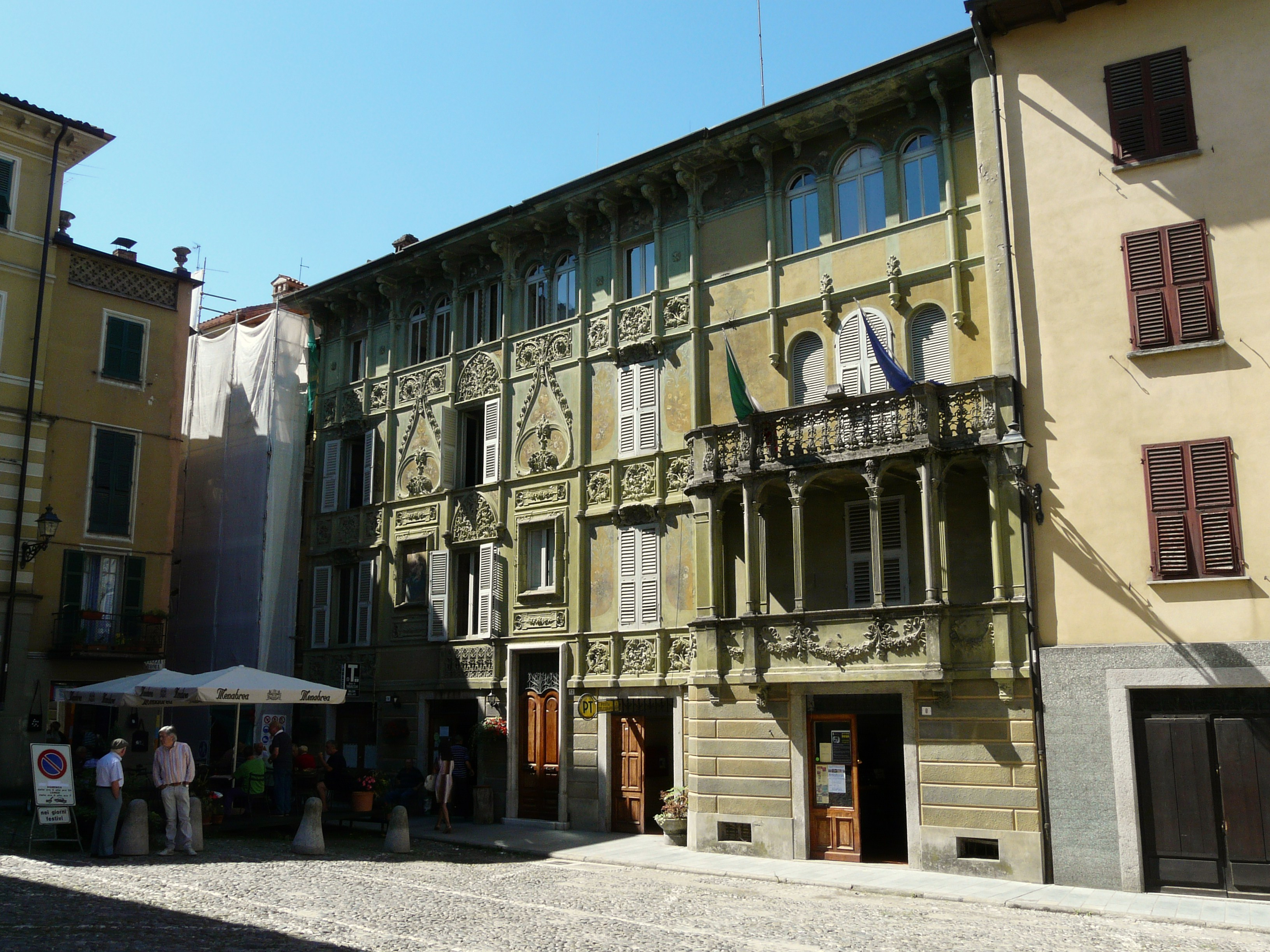
Der Palast Mazza Galanti (Heute Rathaus)

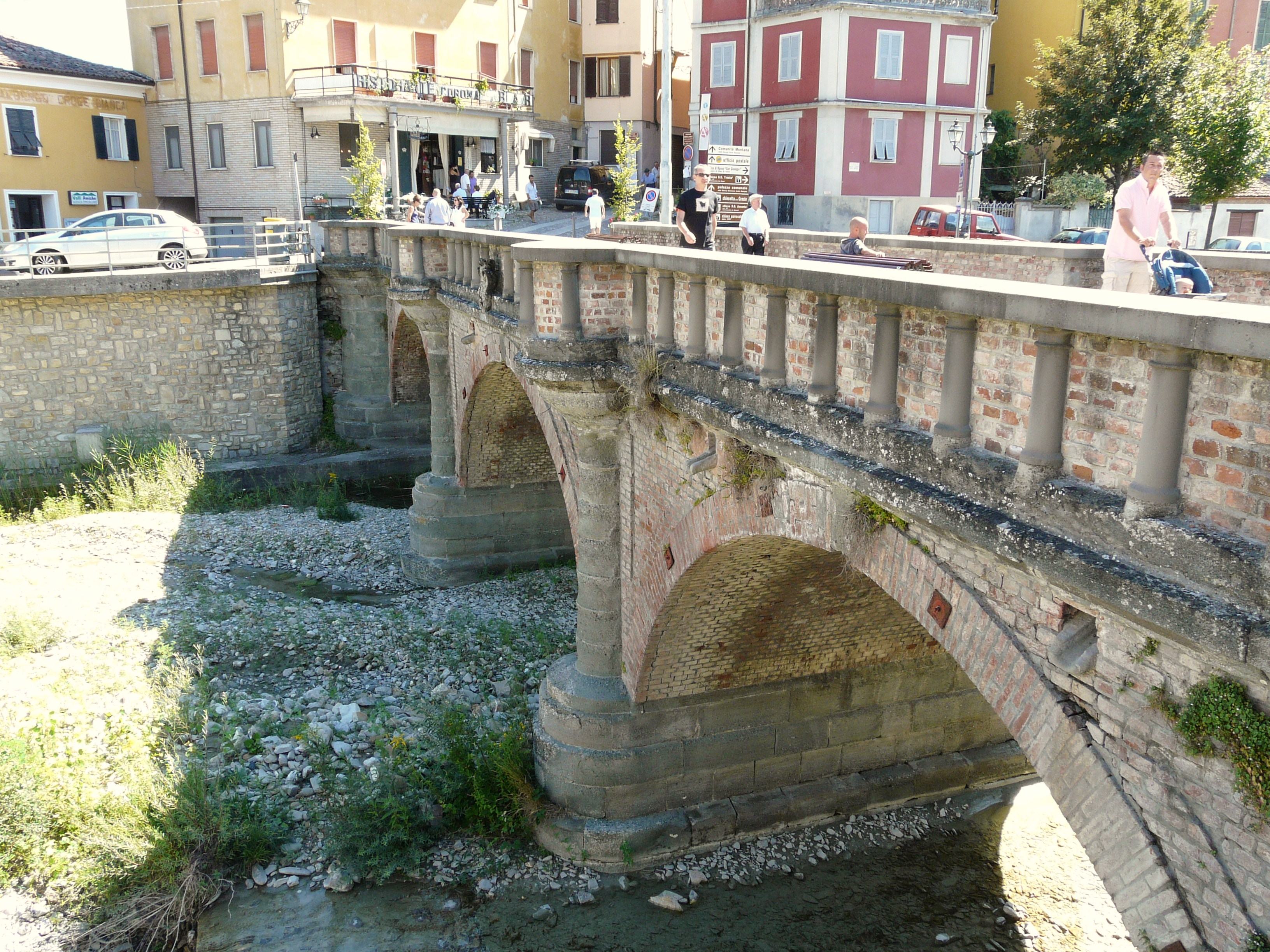
Die Brücke Ponte Veccio über den Curone

Der Name San Sebastiano leitet sich eindeutig vom Namen seines Schutzpatrons ab. Eine der am häufigsten in historischen Texten gefundenen Zeugnisse ist die von SANCTUS SEBASTIANUS aus dem Jahr 934. Ihre Ursprünge reichen bis ins Mittelalter zurück. Seine Bedeutung im Laufe der Jahrhunderte war auf seine besondere geografische Lage zurückzuführen und seine ursprüngliche Funktion als Rastplatz verlor mit dem Bau der Flachstraßen an Bedeutung.

## Sehenswürdigkeiten
- Die Pfarrkirche San Sebastiano Martire. Sie befindet sich auf dem kleinen Stadtplatz und wurde im 16. Jahrhundert an der Stelle der ursprünglichen, demselben Heiligen gewidmeten Kapelle erbaut.
- Das Rathausgebäude mit seiner prächtig verzierten Fassade, das einst den Familien Mazza und De Ferraris gehörte.
- Das 1671 erbaute Bianchi-Oratorium.
- Das Rossi-Oratorium, erbaut 1738; der De Ferraris-Palast, der im 17. Jahrhundert erbaut und renoviert wurde.
- Der Turm, der einzige Überrest der alten Burg, wurde in ein Wohnhaus umgewandelt.
- In San Sebastiano findet seit 1983 jedes Jahr am dritten und vierten Sonntag im November die prestigeträchtige Nationale Trüffelmesse statt.[3]
- Am dritten Septemberwochenende findet die Nationalmesse „Artinfiera“ statt, eine Veranstaltung, die der Aufwertung von Kunsthandwerk, traditionellem Handwerk und geschmackvollem Handwerk gewidmet ist.

## Persönlichkeiten
- Felice Giani (1758–1823), Maler und Innenarchitekt
- Piero Leddi (1930 – 2016), war ein italienischer Maler.